# ألفرد كونينغ
ألفرد كونينغ (بالألمانية: Alfred König)‏ هو عداء سريع نمساوي، (و. 1913 – 1987 م).

## وصلات خارجية
- ألفرد كونينغ على موقع أوليمبيديا (الإنجليزية)